# فرانك ه فونك
فرانك ه فونك (بالإنجليزية: Frank H. Funk) (و. 1869 – 1940 م) هو سياسي من الولايات المتحدة الأمريكية ولد في بلومنجتون.
وهو عضو في الحزب الجمهوري .